# Paroisse de Lorne
Pour les articles homonymes, voir Lorne (homonymie).
La paroisse de Lorne est à la fois une paroisse civile et un ancien district de services locaux (DSL) canadien du Nouveau-Brunswick (Comté de Victoria).
Le nom légal de cette paroisse est paroisse de Lorne; un autre DSL nommé simplement Lorne est en les paroisses de Colborne et Durham en le comté de Restigouche. Dans le cadre de la réforme de la gouvernance locale du 1er janvier 2023, le territoire du DSL a été réparti entre le village de Tobique Valley et le district rural de la Vallée-de-l'Ouest.

## Toponyme

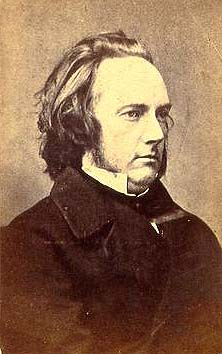
Le marquis de Lorne.

Lorne est nommé ainsi en l'honneur de John Douglas Sutherland Campbell, marquis de Lorne (1845-1903), époux de la princesse Louise à l'époque de la création de la paroisse.

## Géographie

### Géographie physique

#### Situation
La paroisse occupe le nord du comté de Victoria.
La paroisse de Lorne est généralement considérée comme faisant partie de l'Acadie.

#### Hydrographie
Le principal cours d'eau est la rivière Tobique. Elle est formée par la confluence de la Petite rivière Tobique, de la rivière Mamozekel et de la branche droite de la rivière Tobique à Nictau. La Petite rivière Tobique prend sa source dans le lac Nictau, au nord-ouest, à l'extérieur du territoire, dans le parc provincial du Mont-Carleton. Elle suit ensuite un cours orienté vers le sud-ouest. La rivière Mamozekel prend sa source près du parc. La branche droite de la rivière Tobique prend sa source de la jonction des rivières Dee et Don avant de couler vers l'ouest. La rivière Tobique rejoint plus loin le fleuve Saint-Jean.
Il y a plusieurs autres cours d'eau importants. La rivière Serpentine se jette dans la rivière Tobique Droite dans l'est du territoire. La Grande Rivière coule dans l'ouest du territoire avant de se jeter plus loin dans le fleuve Saint-Jean. La rivière au Saumon, orientée nord-sud, coule dans l'ouest du territoire et se jette plus loin dans le fleuve. La branche Sisson est un court affluent de la Petite rivière Tobique mais d'un débit assez élevé, étant alimenté par le réservoir Sisson. La rivière Gulquac coule dans le sud du territoire, en direction ouest, où elle se jette dans la rivière Tobique à Oxbow.
Le réservoir Sisson est le principal lac, formé par le barrage du même nom sur la branche Sisson. La plupart des lacs sont toutefois situés au sud-est, notamment le lac Trousers, le lac Long, le lac Gulquac et le lac du ruisseau Britt.

#### Topographie
La paroisse est située dans les Appalaches. L'est est montagneux tandis que l'ouest est un plateau. Le principal sommet est le Pointu Chauve, Bald Peak en anglais, haut de près de 640 mètres et situé à 7,5 km au sud-est de Nictau. Il y a plusieurs massifs, notamment les montagnes Noires, les montagnes Serpentine, les montagnes Gulquac, les monts Wilkinson et les monts Costigan.
Il y a deux eskers situés à 25 kilomètres au sud de Nictau, près du lac Trousers; ils sont longs d'environ 1,3 et 3,4 kilomètres.

#### Faune et flore
Le territoire est presque entièrement couvert de forêts mais une grande partie est exploitée.

### Géographie humaine

#### Démographie
Selon le recensement 2006 de Statistique Canada, la paroisse comptait 617 habitants en 2006, soit une baisse de 0,8 % en 5 ans. Il y a en tout 260 ménages dont 200 familles. Les ménages comptent en moyenne 2,3 personnes tandis que les familles comptent en moyenne 2,7 personnes. Les ménages sont composés de couples avec enfants dans 21,2 % des cas, de couples sans enfants dans 48,1 % des cas et de personnes seules dans 23,1 % des cas alors que 7,7 % des ménages entrent dans la catégorie autres (familles monoparentales, colocataires, etc.). 67,5 % des familles comptent un couple marié, 25,0 % comptent un couple en union libre et 10,0 % sont monoparentales. Dans ces dernières, une femme est le parent dans 75,0 % des cas. L'âge médian est de 47,4 ans, comparativement à 41,5 ans pour la province. 85,5 % de la population est âgée de plus de 15 ans, comparativement à 83,8 % pour la province. Les femmes représentent 50,4 % de la population, comparativement à 51,3 % pour la province. Chez les plus de 15 ans, 22,6 % sont célibataires, 57,5 % sont mariés, 2,8 % sont séparés, 6,6 % sont divorcés et 8,5 % sont veufs. De plus, 7,5 % vivent en union libre.
Les autochtones représentent 10,6 % de la population et il n'y a aucun membre des minorités visibles. Les immigrants représentent 3,3 % de la population et il n'y a aucun résident permanent. Toute la population a sa citoyenneté canadienne et 90,6 % des habitants âgés de plus de 15 ans sont issus de familles établies au Canada depuis trois générations ou plus. En date du 16 mai 2006, 82,6 % des gens avaient la même adresse depuis au moins un an alors que les autres habitaient ailleurs dans la province. À la même date, 74,5 % des gens avaient la même adresse depuis au moins cinq ans alors que 7,0 % habitaient auparavant ailleurs dans la même paroisse et que 17,5 % habitaient ailleurs dans la province.
La langue maternelle est le français chez 14,6 % des habitants et l'anglais chez 85,4 %; il n'y a aucun bilingue ou allophone. Les deux langues officielles sont comprises par 18,6 % de la population alors que 82,1 % sont unilingues anglophones et qu'il n'y a pas d'unilingues francophones. La population est fortement anglicisée, le français étant parlé à la maison par 4,1 % des gens, les deux langues officielles par 5,7 % et l'anglais par 90,2 %. Le français est utilisé au travail par 4,8 % des gens et l'anglais par 95,2 %.
Chez les plus de 15 ans, 39,6 % n'ont aucun certificat, diplôme ou grade, 32,1 % ont uniquement un diplôme d'études secondaires ou l'équivalent et 28,3 % détiennent aussi un certificat, un diplôme ou un grade post-secondaire; par comparaison, ces taux s'élèvent à 29,4 %, 26,0 % et 44,6 % au provincial. Parmi les diplômés, 16,7 % sont formés en enseignement, 6,7 % en arts ou en communications, 10,0 % en sciences humaines, 16,7 % en architecture, en génie ou dans des domaines connexes, 16,7 % en agriculture, en ressources naturelles ou en conservation, 16,7 % en santé, parcs, récréation ou conditionnement physique et 13,3 % en services personnels, de protection ou de transport; il n'y a aucun diplômés en sciences sociales, en droit, en commerce, en gestion, en administration, en sciences et technologies, en mathématiques ou en informatique. Les diplômés post-secondaires ont terminé leurs études à l'extérieur du pays dans 10,0 % des cas.
| 2001 | 2006 | 2011 | 2016 |
| ---- | ---- | ---- | ---- |
| 622  | 617  | 518  | 464  |

#### Transport
Le territoire est traversé du nord au sud par la route 385, qui relie Plaster Rock au sud à la route 180 et au parc provincial du Mont-Carleton au nord. La route 17 passe au nord-est; elle relie Saint-Quentin, au nord, à Saint-Léonard, à l'ouest. La route route 108 passe au sud-est du territoire mais ne dessert aucune localité. Il y a un aéroport abandonné à Nictau.
Toujours selon le recensement, 78,9 % des travailleurs se déplacent en automobile en tant que conducteur, 15,8 % le font en tant que passagers alors que 5,3 % le font à pied ou à bicyclette.

#### Hameaux et lieux-dits
La paroisse comprend les hameaux de Blue Mountain Bend, Burntland Brook, Mapleview, Nictau, North View, Oxbow, Sisson Brook et Two Brooks.

#### Logement
Toujours selon le recensement, la paroisse comptait 509 logements privés en 2006, dont 263 occupés par des résidents habituels. Parmi ces logements, 98,1 % sont individuels. 82,7 % des logements sont possédés, les autres étant loués. 78,8 % ont été construits avant 1986 et 7,5 % ont besoin de réparations majeures. Les logements comptent en moyenne 7,0 pièces et aucun ne compte plus d'une personne habitant par pièce. Les logements possédés ont une valeur moyenne de 89 539 $, comparativement à 119 549 $ pour la province.

## Histoire
La municipalité du comté de Victoria est dissoute en 1966. La paroisse de Lorne devient un district de services locaux en 1967.

## Économie
Entreprise Grand-Sault, membre du Réseau Entreprise, a la responsabilité du développement économique.
Les forêts de la paroisse alimentent plusieurs usines de pâte et papier et scieries des environs. Il y a quelques fermes le long de la rivière Tobique.
Le recensement de 2006 de Statistique Canada fournit aussi des données sur l'économie. Chez les habitants âgés de plus de 15 ans, le taux d'activité était de 45,3 %, le taux d'emploi était de 39,6 % et le taux de chômage étaient de 12,5 %; à titre de comparaison, ceux de la province étaient respectivement de 63,7 %, 57,3 % et 10,0 %.
On dénombrait 10,9 % des emplois dans l'agriculture, la pêche et les autres ressources, 15,2 % dans la fabrication, 13,0 % dans le commerce de détail, 21,7 % dans la santé et les services sociaux, 4,3 % dans l'éducation, 15,2 % dans les services de commerce et 21,7 % dans les autres services. Aucune personne ne travaille dans la construction, dans le commerce de gros, dans la finance ou l'immobilier.
Parmi la population en âge de travailler, 270 personnes ont déclaré des gains et 465 ont déclaré un revenu en 2005. 89,6 % avaient aussi déclaré des heures de travail non rémunérées. Le revenu médian s'élevait alors à 16 114 $ avant et à 15 598 $ après impôt, comparativement à la moyenne provinciale de 22 000 $ avant et 20 066 $ après impôt; les femmes gagnaient en moyenne 11 041 $ de moins que les hommes après impôt, soit 13 018 $. En moyenne, 50,2 % du revenu provenait de gains, 30,9 % de transferts gouvernementaux et 19,5 % d'autres sources. 24,4 % des ménages avaient un faible revenu après impôt, une proportion montant à 48,0 % pour les moins de 18 ans.
Parmi la population active occupée, 4,8 % travaillaient à domicile, aucun ne travaillait ailleurs dans le monde, 14,3 % étaient sans lieu de travail fixe et 78,6 % avaient un lieu de travail fixe. Puisqu'il n'y a pas d'emplois fixes dans la paroisse, 87,9 % de ces travailleurs devaient se rendre ailleurs dans le comté alors que 9,1 % travaillaient dans un autre comté.

## Administration

### Comité consultatif
En tant que district de services locaux, Lorne est en théorie administré directement par le Ministère des Gouvernements locaux du Nouveau-Brunswick, secondé par un comité consultatif élu composé de cinq membres dont un président. Il n'y a actuellement aucun comité consultatif.

### Commission de services régionaux
La paroisse de Lorne fait partie de la Région 12, une commission de services régionaux (CSR) devant commencer officiellement ses activités le 1er janvier 2013. Contrairement aux municipalités, les DSL sont représentés au conseil par un nombre de représentants proportionnel à leur population et leur assiette fiscale. Ces représentants sont élus par les présidents des DSL mais sont nommés par le gouvernement s'il n'y a pas assez de présidents en fonction. Les services obligatoirement offerts par les CSR sont l'aménagement régional, l'aménagement local dans le cas des DSL, la gestion des déchets solides, la planification des mesures d'urgence ainsi que la collaboration en matière de services de police, la planification et le partage des coûts des infrastructures régionales de sport, de loisirs et de culture; d'autres services pourraient s'ajouter à cette liste.

### Chronologie municipale

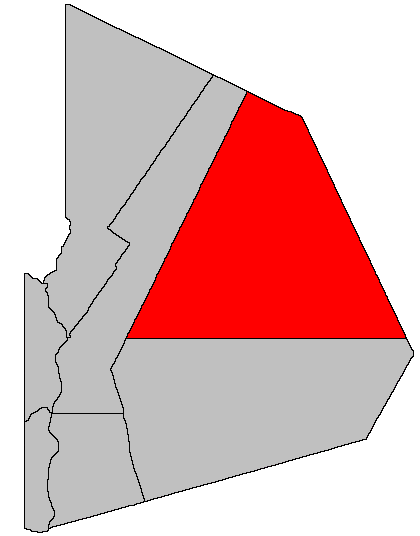
Situation sur une carte des paroisses civiles du comté de Victoria (certains DSL et municipalités ne sont donc pas montrés).

### Représentation et tendances politiques
Nouveau-Brunswick: Lorne fait partie de la circonscription provinciale de Victoria-Tobique, qui est représentée à l'Assemblée législative du Nouveau-Brunswick par Wes McLean, du Parti progressiste-conservateur. Il fut élu en 2010.
 Canada: Lorne fait partie de la circonscription électorale fédérale de Tobique—Mactaquac, qui est représentée à la Chambre des communes du Canada par Michael Allen, du Parti conservateur. Il fut élu lors de la 39e élection générale, en 2006, et réélu en 2008.

## Vivre à Lorne

### Éducation
Les élèves anglophones doivent se rendre à Plaster Rock, qui compte trois écoles publiques anglophones faisant partie du district scolaire #14. Les élèves fréquentent tout d'abord l'école Donald Fraser Memorial de la maternelle à la 5e année avant d'aller à l'école secondaire Tobique Valley jusqu'en 12e année.
Il n'y a pas d'écoles francophones mais l'école Tobique Valley offre un programme d'immersion française. L'école Mgr-Lang, de Drummond, accueille toutefois les élèves francophones de la maternelle à la 6e année. La Polyvalente Thomas-Albert de Grand-Sault complète l'éducation jusqu'en 12e année. Toutes deux font partie du district scolaire #3. Drummond possède aussi une caserne de pompiers.
Plaster Rock possède une bibliothèque publique en milieu scolaire, à l'école secondaire Tobique Valley.

### Autres services publics
Plaster Rock possède une caserne de pompiers, un bureau de poste, un poste d'Ambulance Nouveau-Brunswick et un poste de la Gendarmerie royale du Canada. Ce dernier dépend du district 10, dont le bureau principal est situé à Grand-Sault. La ville bénéficie aussi d'un foyer de soins agréés, le Tobique Valley Manor.
La centrale hydroélectrique de Sisson, opérée par Énergie NB, a une capacité de 9 mégawatts. Elle fonctionne depuis 1928.
Les anglophones bénéficient des quotidiens Telegraph-Journal, publié à Saint-Jean, et The Daily Gleaner, publié à Fredericton. Ils ont aussi accès à l'hebdomadaire Victoria Star, publié à Grand-Sault. Les francophones ont accès par abonnement au quotidien L'Acadie nouvelle, publié à Caraquet, ainsi qu'à l'hebdomadaire L'Étoile, de Dieppe.

### Sport et parcs
Lorne est traversé par le Sentier international des Appalaches. Le parc provincial du Mont-Carleton, situé à proximité, est accessible par la route 385.
Une petite partie de la zone provinciale de faune de Plaster Rock-Renous est située au sud du territoire, le long de la route 108. La zone naturelle protégée provinciale de la montagne Bleue est quant à elle entièrement comprise dans le territoire, à l'est de Blue Mountain Bend.